# Io ho in mente te (Diaframma)
Io ho in mente te è un singolo dei Diaframma pubblicato nel 1986 da I.R.A. Records.

## Il disco
Contiene la cover dell'omonimo brano dell'Equipe 84 e una traccia inedita.

## Tracce
- Lato A

1. Io ho in mente te

- Lato B

1. Hypocratés

## Formazione
- Miro Sassolini - voce
- Federico Fiumani - chitarra
- Leandro Braccini - basso
- Alessandro Raimondi - batteria